# ヘルシングランド地方
ヘルシングランド地方（ヘルシングランドちほう、Hälsingland [ˈhɛ̌lːsɪŋland] ( 音声ファイル)）はスウェーデン北部ノールランドの地方の1つ。